# Us and Them (álbum de Shinedown)
Us and Them é o segundo álbum de estúdio da banda americana de hard rock Shinedown, lançada em 4 de outubro de 2005. O álbum lançou três singles. Us and Them recebeu a certificação de Ouro pela RIAA nos EUA, mesmo assim foi o álbum do grupo que menos vendeu.

## Faixas
1. "The Dream"  – 0:59
2. "Heroes"  – 3:24
3. "Save Me"  – 3:33
4. "I Dare You"  – 3:53
5. "Yer Majesty" – 3:01
6. "Beyond the Sun"   – 4:13
7. "Trade Yourself In"  – 3:32
8. "Lady So Divine"  – 7:09
9. "Shed Some Light"  – 3:41
10. "Begin Again"  – 3:50
11. "Atmosphere"  – 4:17
12. "Fake"  – 4:04
13. "Some Day"  – 3:18
14. "Save Me (acústico)"  – 3:23
15. "I Dare You (acústico)"  – 3:54
16. "Some Day (acústico)"  – 3:15

## Performance nas paradas

### Álbum
| Lançamento           | Melhor posição | Vendas nos EUA | RIAA Certificação | International Vendas |
| Lançamento           | US Albums      | Vendas nos EUA | RIAA Certificação | International Vendas |
| -------------------- | -------------- | -------------- | ----------------- | -------------------- |
| 4 de outubro de 2005 | 23             | 500,000+       | Ouro              | 800,000+             |

### Singles
| Ano  | Título       | Melhor Posição | Melhor Posição | Melhor Posição     |
| Ano  | Título       | US Hot 100     | US Modern Rock | US Mainstream Rock |
| ---- | ------------ | -------------- | -------------- | ------------------ |
| 2005 | "Save Me"    | 72             | 2              | 1 (12)             |
| 2006 | "I Dare You" | 88             | 8              | 2                  |
| 2006 | "Heroes"     | -              | 28             | 4                  |